# Lismore (Waterford)
Lismore (en irlandès Lios Mór) és una ciutat d'Irlanda, al comtat de Waterford, a la província de Munster. Està situada en el punt on la carretera N72 creua el riu Blackwater.

## Història
Fou fundada per Sant Mochuda, també conegut com a Sant Carthage. En el segle VII Lismore era força conegut perquè hi albergava l'abadia de Lismore. També hi ha el castell de Lismore, lloc de naixement del "pare de la química", Robert Boyle (de la llei de Boyle). El manuscrit medieval conegut com a Llibre de Lismore (nara a Anglaterra; l'amo del castell és un anglès) i el bàcul pastoral de Lismore (ara al Museu Nacional d'Irlanda) hi foren descoberts en el segle xvii. Lismore guanyà la Irish Tidy Towns Competition en 2004. Un altre edifici és la catedral, dedicada a St Carthage.

## Personatges il·lustres
- Robert Boyle

## Agermanaments
- Lismore (Nova Gal·les del Sud)